# Ambassis jacksoniensis
Ambassis jacksoniensis là loài cá nước ngọt và nước lợ thuộc Họ Cá sơn biển có nguồn gốc ở miền đông Australia.

## Phân loài
William John Macleay mô tả A. jacksoniensis như là Pseudoambassis jacksoniensis vào năm 1881 từ một cá thể mẫu vật được thu thập được ở Cảng Jackson, gây chú ý với chiều dài gấp 3,33 lần chiều cao của nó. Tên của loài này trong tiếng Anh là Port Jackson glassfish hay Port Jackson perchlet) có liên quan đến vị trí loài được mô tả. Loài này từng được Gilbert Whitley xếp vào chi mới Velambassis vào năm 1935, trên cơ sở có gai lưng yếu hơn các thành viên khác trong họ. Allen và Burgess không tìm thấy lý do để loại bỏ loài ra khỏi chi Ambassis và loài vẫn duy trì nó thuộc chi này vào năm 1990.
Loài này cùng với A. marianus là hai thành viên duy nhất của chi được tìm thấy sống ở vùng nước ôn đới. Những loài khác được tìm thấy ở vùng biển phía bắc Australia và Đông Nam Á.

## Mô tả
Đạt chiều dài tiêu chuẩn là 7 cm (2+3⁄4 in), Ambassis jacksoniensis có cơ thể màu bạc, bán trong suốt và đầu được bao quanh bởi các vảy dạng xycloit lớn. Nó có một vây lưng ngắn khía hình chữ V sâu và vây đuôi chẻ. Loài này thanh mảnh hơn họ hàng của nó là A. marianus. Chiều sâu cơ thể của A. jacksoniensis bằng 33 đến 38% chiều dài tiêu chuẩn so với chiều sâu cơ thể của A. marianus bằng 37 đến 44% chiều dài tiêu chuẩn. A. jacksoniensis cũng có một đường bên chạy dọc theo chiều dài cơ thể của nó.

## Phân bố và môi trường sống
A. jacksoniensis có nguồn gốc từ vùng duyên hải phía đông Australia, từ vịnh Moreton ở Queensland đến Narooma ở miền nam New South Wales. Nó sống ở các cửa sông và các con suối thủy triều nước lợ được bảo vệ có các rừng ngập mặn phát triển dọc theo bờ.